# Гредіштя (Олт)
Гредіштя (рум. Grădiștea) — село у повіті Олт в Румунії. Входить до складу комуни Геняса.
Село розташоване на відстані 147 км на захід від Бухареста, 9 км на захід від Слатіни, 36 км на схід від Крайови.

## Населення
За даними перепису населення 2002 року у селі проживали 288 осіб, усі — румуни. Усі жителі села рідною мовою назвали румунську.